# La niña está llorando
La niña está llorando es un cortometraje animado realizado por Pablo Llorens en 1992.

## Sinopsis
Un extraño matrimonio tiene problemas con su hija recién nacida, su vecino tendrá que resolverlos.
- Datos: Q5967527